# Sozialversicherung für Landwirtschaft, Forsten und Gartenbau

Logo der SVLFG

Die Sozialversicherung für Landwirtschaft, Forsten und Gartenbau (SVLFG) ist seit dem 1. Januar 2013 als Verbundträger Nachfolgerin der ehemals eigenständigen regionalen landwirtschaftlichen Sozialversicherungen.
Die SVLFG ist eine bundesunmittelbare Körperschaft des öffentlichen Rechts mit Hauptsitz im nordhessischen Kassel.

## Aufgaben
Sie ist Träger der landwirtschaftlichen Sozialversicherung für folgende Versicherungszweige:
- die Gesetzliche Unfallversicherung als Landwirtschaftliche Berufsgenossenschaft
- die Alterssicherung der Landwirte als Landwirtschaftliche Alterskasse
- die Gesetzliche Krankenversicherung als Landwirtschaftliche Krankenkasse
- die Gesetzliche Pflegeversicherung als Landwirtschaftliche Pflegekasse, die der Landwirtschaftlichen Krankenkasse in Personalunion angegliedert ist

Im Außenverhältnis treten die vier Versicherungszweige weiterhin beispielsweise als Landwirtschaftliche Krankenkasse auf und nehmen ihre Rechte und Pflichten als Teil der gesamten gesetzlichen Sozialversicherung in Deutschland wahr. Daher wurden die bisherigen regionalen Träger kraft Gesetzes zu Geschäftsstellen, denen als originäre Aufgabe die operative, ortsnahe Betreuung der Versicherten zukommt. Strategische, politische und grundsätzliche Fragen werden durch die Hauptverwaltung wahrgenommen. Deren Umsetzung obliegt sodann der operativen Ebene vor Ort nach dem sogenannten Stablinienmodell.
Die SVLFG unterhält an ihrem Sitz in Kassel ein Verwaltungsseminar, an dem die theoretische Ausbildung zu Sozialversicherungsfachangestellten in Form von Blockunterricht in Vollzeitlehrgängen durchgeführt wird. Zugleich ist dort der Fachbereich 'Landwirtschaftliche Sozialversicherung' der Fachhochschule des Bundes für öffentliche Verwaltung angesiedelt, an dem der Abschluss Diplom-Verwaltungswirt (FH) erlangt werden kann. Die praktische Ausbildung erfolgt in den regionalen Verwaltungen. Darüber hinaus bildet die SVLFG Fachinformatiker aus.
Die Errichtung der SVLFG wurde durch das am 18. April 2012 im Bundesgesetzblatt (BGBl. Teil I Nr. 16 Seite 579) veröffentlichte Gesetz zur Neuordnung der Organisation der landwirtschaftlichen Sozialversicherung (LSV-NOG) geregelt und beruht auf einem Sonderbericht des Bundesrechnungshofes zur Neuorganisation der landwirtschaftlichen Sozialversicherung in einer Bundesanstalt. Durch die Zusammenfassung der bisherigen Träger der landwirtschaftlichen Sozialversicherung zu einem Bundesträger versprachen sich der Bund – als Hauptfinanzierer der agrarsozialen Sicherung – und die Vertreter des Berufsstandes eine Entlastung bei den Verwaltungskosten (Synergieeffekt) und eine gerechtere Verteilung der Beitragslasten.
Für einen Übergangszeitraum bis 2017 kam es zwangsläufig zu Verschiebungen der regionalen Beitragslasten („Nord-Süd-Gefälle“, unterschiedliche Agrarstrukturen), bis sich ein bundeseinheitlicher Beitragsmaßstab etabliert hatte. Daher forderte der Bundesrat seinerzeit eine begleitende finanzielle Stützung dieses Prozesses (BRDS 65/1/12 vom 20. Februar 2012), um – Zitat – „Härtefälle angemessen abzumildern“. Dafür sah das LSV-NOG Beitragsangleichungen sowohl bei den Unfall- als auch bei den Krankenversicherungsbeiträgen vor: Auf Basis der bisherigen, regionalen Beiträge wurden die zukünftig bundeseinheitlichen Beiträge stufenweise angeglichen. Bei den Alters- und Pflegekassenbeiträgen bestand kein Handlungsbedarf, da sie ohnehin nach wie vor bundesweit einheitlich gestaltet sind (gleicher Alterskassenbeitrag/Beitragszuschuss, gleicher prozentualer Zuschlag zum Krankenversicherungsbeitrag bzw. Beitragssatz).
Zum 1. November 2016 richtete sich die SVLFG weiter nach ihrer seit dem Jahre 2013 bundesweit zugewiesenen Zuständigkeiten aus: Die Betreuung der Versicherten wurde durch drei Dienstleistungszentren hinsichtlich der präventions-, leistungs-, versicherungs- und beitragsrechtlichen Themengebiete konzentriert. Daneben wurden für Teilbereichen kompetenzorientierte, bundesweit zuständige Fachbereiche (z. B. die Arbeitgeberbetreuung, die Vertragsverhältnisse mit den Leistungserbringern oder der Forderungseinzug) eingerichtet, die damit organisatorisch gestrafft worden sind und so Synergieeffekte nutzen können.
Hinsichtlich der Leistungsansprüche gegenüber diesem Sozialversicherungsverbund gab es durch die Neuregelungen keine Änderungen für die Versicherten.

## Organisation
Geleitet wird die SVLFG im Rahmen der Selbstverwaltung durch die Zusammenarbeit zwischen dem Ehrenamt (Vertreterversammlung, paritätische besetzt aus 60 Mitgliedern und Vorstand, 15 Mitglieder) und der hauptamtlichen Geschäftsführung, die aus Claudia Lex, Reinhold Knittel (bis 31. Juli 2020) und Gerhard Sehnert besteht. Sie unterliegt der Fach- und Rechtsaufsicht des Bundesamtes für Soziale Sicherung (BAS).

## Standorte
Neben dem Hauptsitz in Kassel unterhält die SVLFG Geschäftsstellen in Bayreuth, Darmstadt, Hannover, Hoppegarten, Kiel, Landshut, Münster, Stuttgart, sowie weitere Standorte in Augsburg, Düsseldorf, Karlsruhe, Mühldorf am Inn, München, Neukieritzsch, Speyer und Würzburg.
Die Standorte Detmold, Fürth, Trier, Koblenz und Saarbrücken wurden 2020 geschlossen. 2021 folgte der Standort Oldenburg.

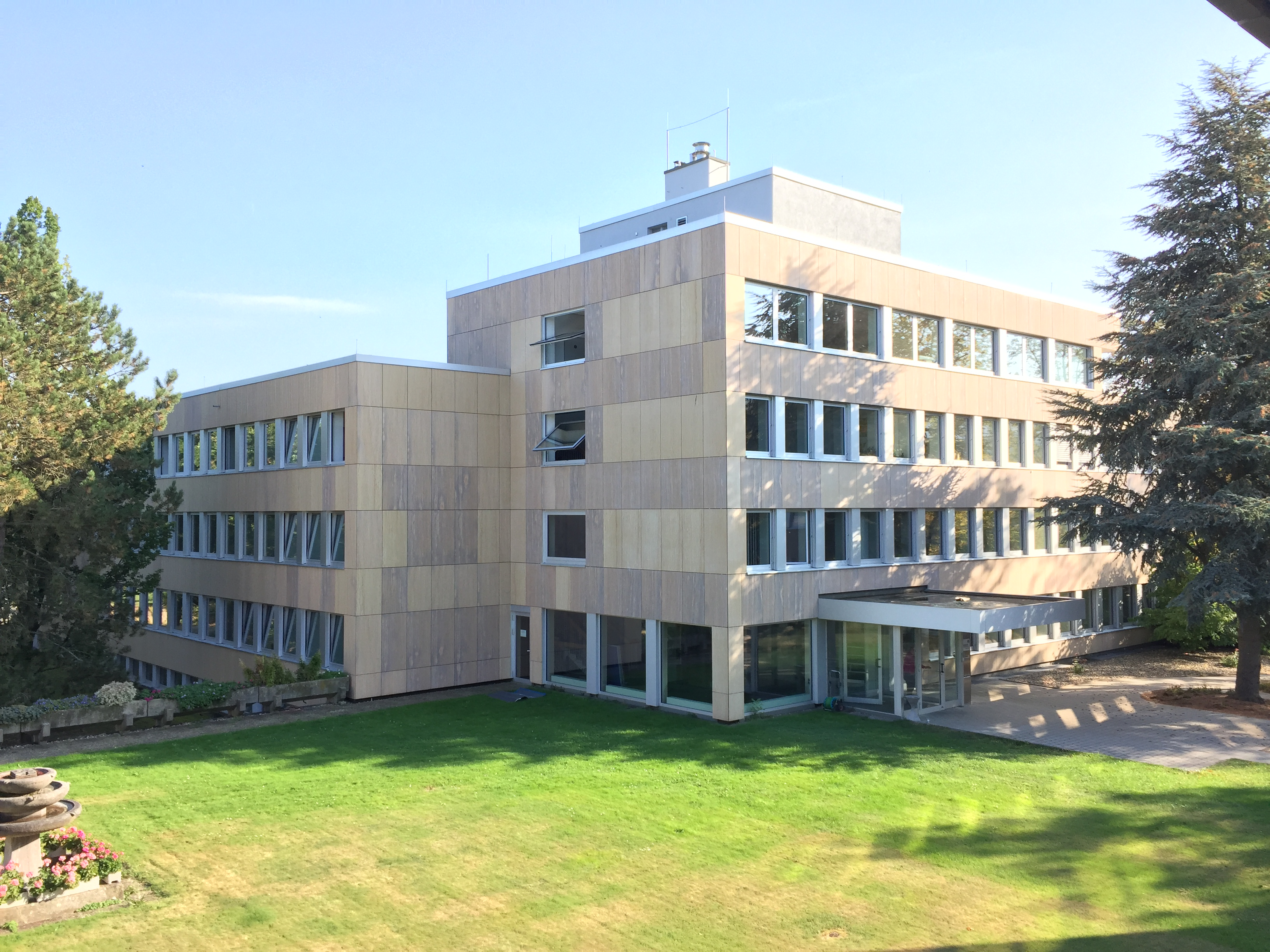
Hauptverwaltung in Kassel
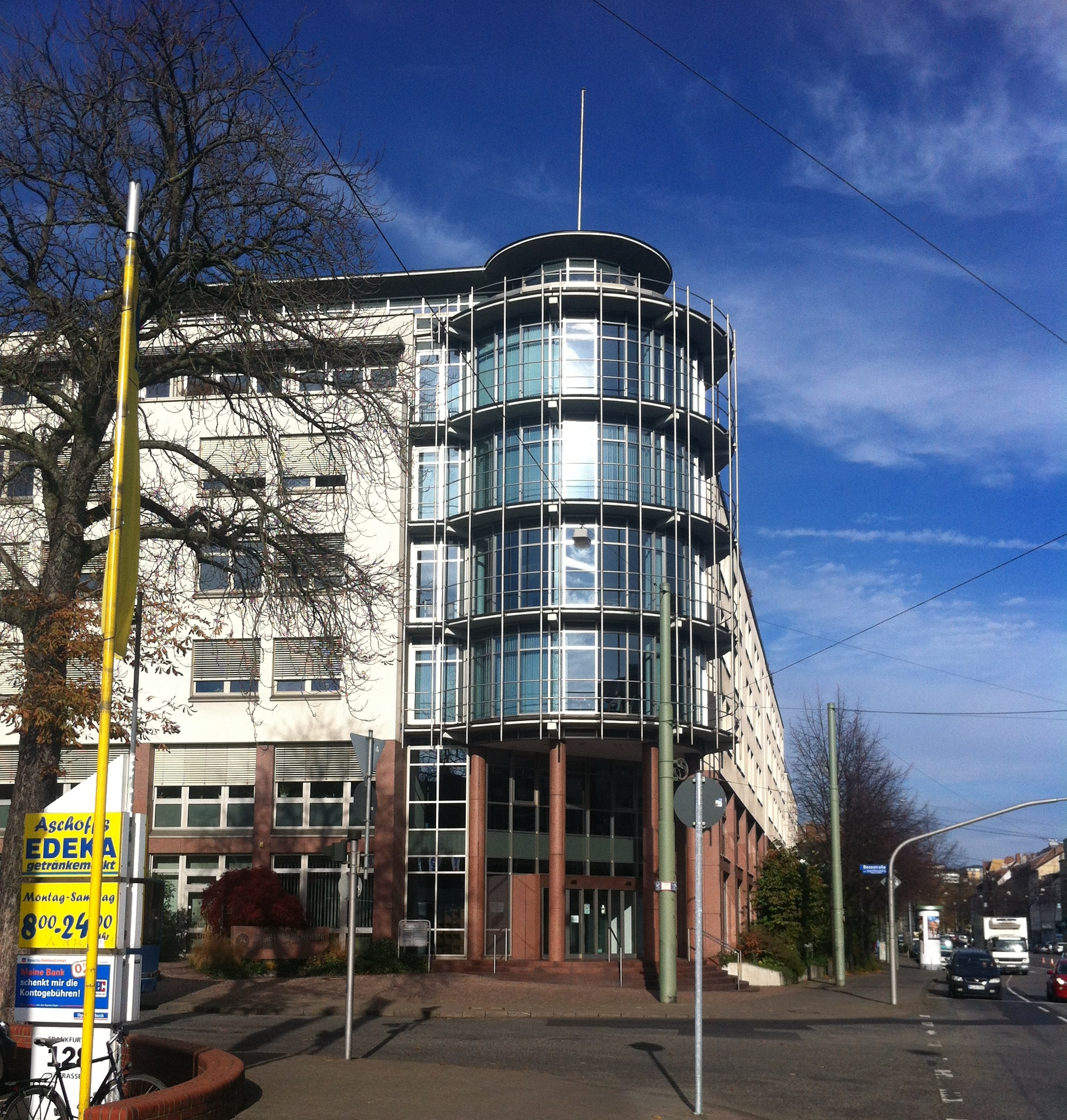
Verwaltungsgebäude in Kassel
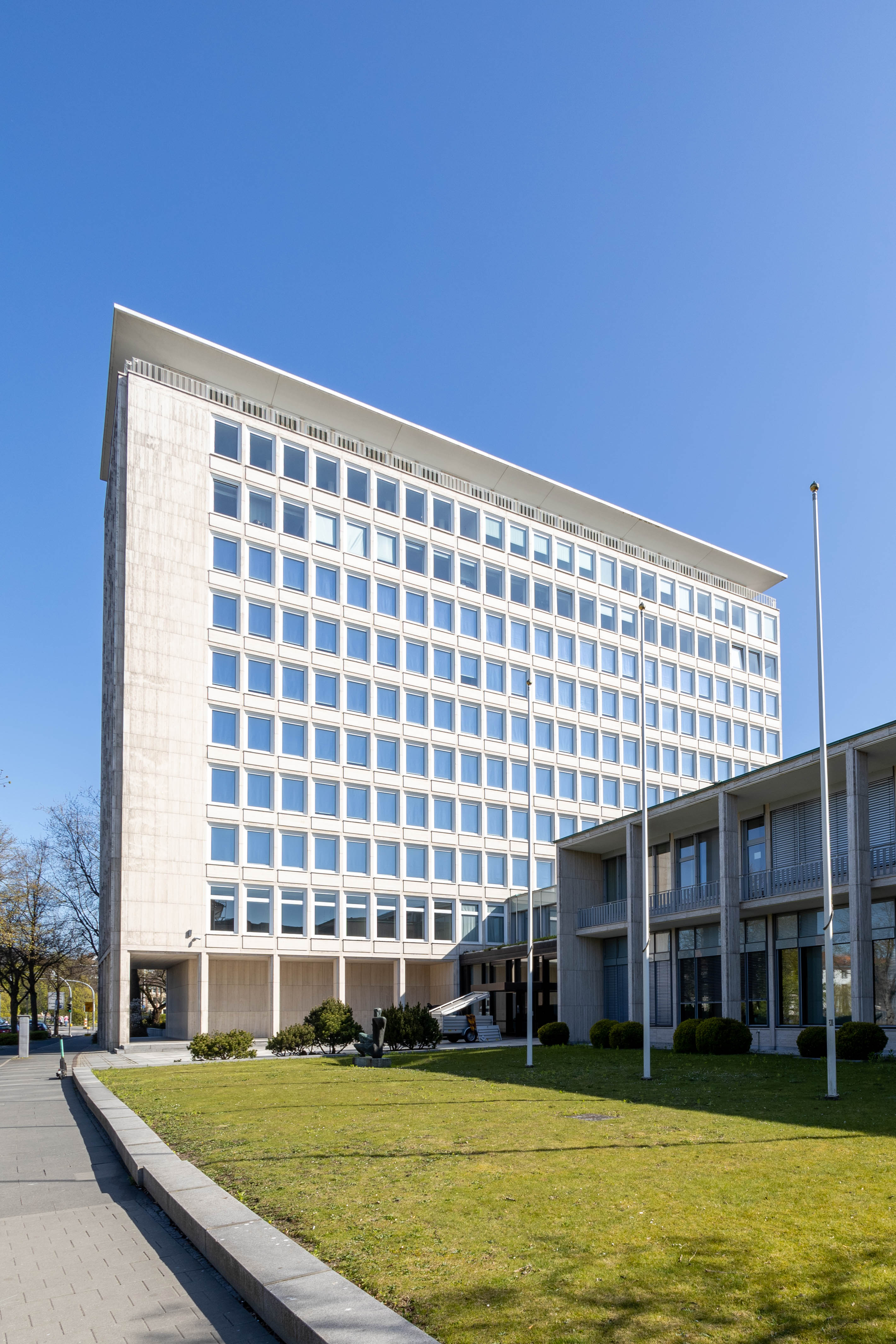
Verwaltungsgebäude in Kiel
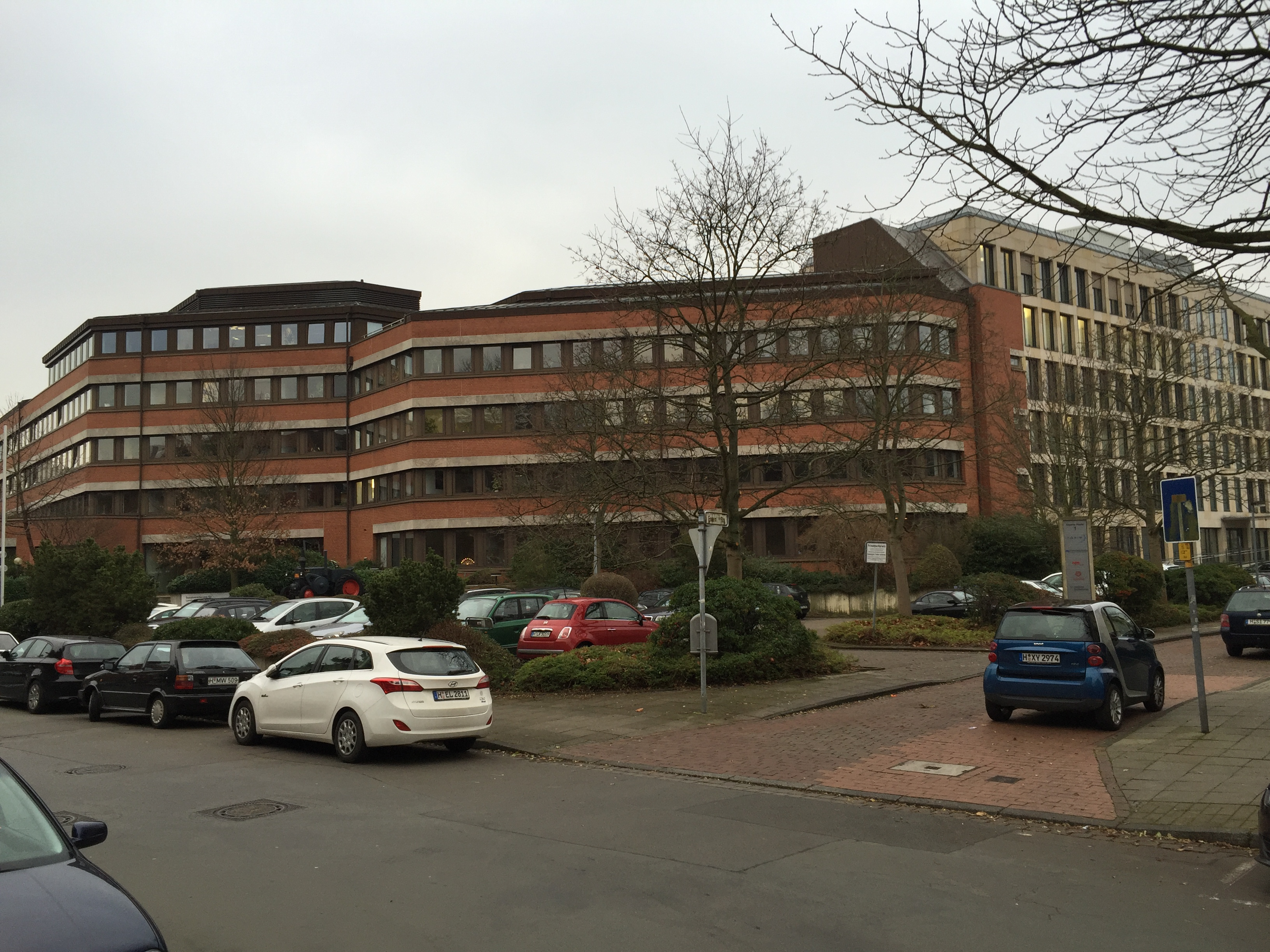
Verwaltungsgebäude in Hannover
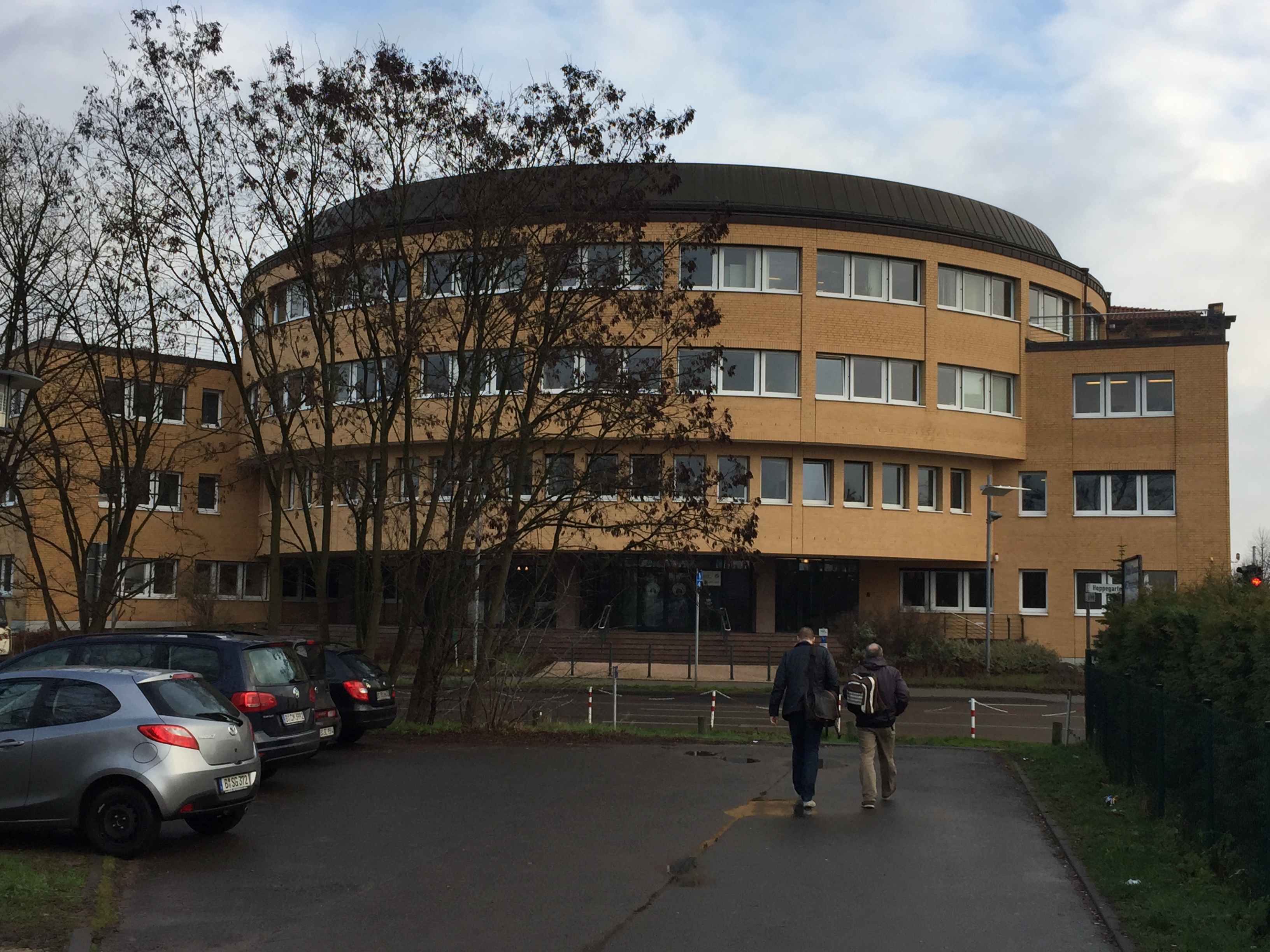
Verwaltungsgebäude in Hoppegarten